# Svobodomiselnost
Svobodomíselnost je zavedno ali nezavedno filozofsko stališče, da osebno mnenje ne sme biti podvrženo avtoritetam, tradicionalnim stališčem ali dogmam. Zgodovinsko so v slovenščini uporabljali nemško sopomenko »frajgajstovstvo« (iz nem.:freigeist); »libertinizem« ima soroden pomen, a ima lahko tudi pomen razuzdanega vedenja. Vodilo svobodomiselnosti so logika in znanstveni izsledki. Nasprotje svobodomiselnosti je tudi konformizem.

## Splošno
Svobodomiselnost narekuje, da naj posameznik ne sprejme ali odkloni trditve, ki naj bi bile veljavne, brez potrditve z znanjem in razumom. Svobodomiselni človek bo zgradil svoje verovanje na dejstvih, znanstvenih raziskavah in logičnem sklepanju, ne da bi se oziral na zablode dejstev ali logike ali omejevalne učinke avtoritet, kognitivne pristranosti, »zdrave pameti« konvencionalnega razmišljanja, ljudskega verovanja, predsodkov, učenja verstev oziroma verskih sekt, urbanih legend in pravljic ali drugih dogmatskih ali sicer dvomljivih načel. 
Kratko definicijo svobodomiselnosti pripisujejo, kot »Cliffordov kredo«, britanskemu matematiku 19. stoletja, W. K. Cliffordu: 
"Napačno je, če kdorkoli, kadarkoli in kjerkoli verjame v karkoli, za kar nima zadostnih dokazov."

## Simbol
Mačeha (iz rodu vijolic) je uveljavljen simbol svobodomiselnosti, ki 
ga je izpostavilo pismenstvo članov Ameriške laične zveze (American Secular Union) ob koncu 19. stoletja. Primernost mačehe kot simbola svobodomiselnosti so utemeljili z besedo in podobo: angleško ime »pansy« izvira iz francoskega »pensée« ki pomeni misel, videz pa je podoben človeškemu obrazu, v avgustu pa se prikloni kot bi bila globoko zamišljena .

## Zgodovina
Ni dvoma, da so sočasno z vsakim nastankom navad ali verstev, bili tudi ljudje, ki so iz različnih razlogov nasprotovali tradicijam in dogmam. Šele s spoznanjem o lastni spoznavni moči so nastali možnosti 

### Starejša zgodovina
V Budizmu je svobodomiselnost zagovarjal Gautama Buda, ki pravi v spisu Kalama Sutta:

« Prav je, da ste vi, Kalamci (prebivalci vasi Kasaputta), dvomljivi in negotovi;«..."Negotovost se je v vas porodila o tistem kar je res dvomljivo. Kalamci, ne sledite tistemu, kar poznate iz ponavljanja besed, niti zaradi tradicije, niti zaradi govoric, niti zaradi tega ker je v spisih, niti zaradi domišljij ali predpostavk, niti zaradi varljivega prepričevanja, niti zaradi tega, ker ste prej mislili drugače, niti zaradi navideznega znanja drugih, niti zaradi trditve: »Ta menih je naš učitelj«; Kalamci; če sami veste: »To je slabo, te stvari je treba obsojati, te stvari so obsodili umni in, če jim sledimo v svojo škodo in tveganje«, jih je treba opustiti.« 

«...Ne smete sprejeti karkoli le zaradi tradicije...ne le zato, ker se sklada s spisi...ne sprejmite česarkoli samo zato, ker se ujema z vašimi vnaprej sprejetim pojmi ... Toda ko veste, da je stvar moralna, brezmadežna, da to hvalijo modri, da vodi v dobrobit in srečo; potem sledite temu.«